# Nil Montserrat
Nil Montserrat (Barcelona, 8 december 1988) is een Spaans autocoureur.

## Carrière
Montserrat begon zijn autosportcarrière in het karting in 2002, waarin hij tot 2004 actief bleef. Dat jaar maakte hij ook zijn debuut in de Formula Baviera, die hij op de veertiende plaats afsloot.
In 2005 maakte Montserrat fulltime de overstap naar het formuleracing, waarbij hij deelnam aan het Spaanse Formule 3-kampioenschap voor het team GTA Motor Competición. Met twee negende plaatsen op het Circuit Ricardo Tormo Valencia en het Circuito Permanente de Jerez als beste resultaten werd hij 21e in het kampioenschap met twee punten. In de Copa-klasse eindigde hij op de zesde plaats met één podiumplaats.
In 2006 bleef Montserrat actief in de Spaanse Formule 3, waarin hij overstapte naar het team Elide Racing. Hij verbeterde zichzelf naar een negende plaats in de eindstand met 34 punten en een vierde plaats op Jerez als beste resultaat. Daarnaast nam hij aan het eind van dat jaar deel aan het laatste raceweekend van de World Series Formule V8 3.5 op het Circuit de Catalunya bij het team EuroInternational.
In 2007 maakte Montserrat binnen de Spaanse Formule 3 de overstap naar het team Cetea Sport. Ondanks dat hij twee vierde plaatsen behaalde op Valencia en Jerez, zakte hij naar de elfde plaats in de eindstand met 11 punten. In 2008 keerde hij terug bij GTA Motor Competición. Na vier raceweekenden, waarin hij zijn eerste twee podiumplaatsen behaalde op het Circuito Permanente del Jarama en het Circuito de Albacete, verliet hij het team en eindigde het seizoen uiteindelijk op de twaalfde plaats in het kampioenschap met 38 punten.
In 2009 keerde Montserrat voor drie raceweekenden terug in de Spaanse Formule 3, dat de naam inmiddels had veranderd naar de Europese F3 Open, en kwam uit voor de teams Meycom en Q8 Oils Hache Team. In 2010 begon hij het seizoen bij het Top F3 Team en keerde na twee raceweekenden terug naar het Q8 Oils Hache Team. Hij behaalde één podiumplaats op het Autodromo Nazionale Monza en eindigde het seizoen op een zestiende plaats met 16 punten. In de Copa-klasse won hij één race op het Circuit de Catalunya en eindigde als vierde in het klassement met 76 punten.
In 2011 maakte Montserrat voor De Villota Motorsport zijn laatste starts in de Europese F3 Open met een derde en een tweede plaats tijdens de seizoensopener in Valencia. Daarnaast reed hij dat jaar in twee races van de Proto 1-klasse van het Spaanse Prototype Open-kampioenschap, waarin hij in beide races op het podium stond.
In 2013 en 2014 reed Montserrat enkele races in de V de V Challenge. In 2015 kwam hij uit in het Spaanse endurance-kampioenschap, waarin hij negende werd. In het winterseizoen 2015-16 reed hij in twee raceweekenden van het nieuwe NACAM Formule 4-kampioenschap voor het team J Bernal Racing op het Autódromo San Luis 400 en het Autódromo Miguel E. Abed als gastcoureur.